# Hälsingebrigaden
Hälsingebrigaden (IB 44) var en infanteribrigad inom svenska armén som verkade i olika former åren 1949–1992. Förbandsledningen var förlagd i Gävle garnison i Gävle.

## Historik
Genom försvarsbeslutet 1948 beslutades att arméns fältregementen skulle omorganiseras, och från 1949 års krigsorganisation anta en brigadorganisation. Hälsingebrigaden (IB 44) sattes upp åren 1949–1951 vid Hälsinge regemente (I 14) genom att fältregementet Gästriklands regemente (I 14) omorganiserades till brigad. Det naturliga hade varit att fältregementet antagit namnet Gästrikebrigaden, men istället kom fältregementet Hälsinge regemente (I 44) anta namnet Gästrikebrigaden (IB 14). Genom försvarsutredning 1988 kom Hälsingebrigaden att upplösas och avvecklas den 30 juni 1992.

## Verksamhet
Huvuddelen av brigaden grundutbildades vid Hälsinge regemente (I 14). Brigaden genomgick förbandstyperna IB 49, IB 59, IB 66, IB 66R och IB 66M. Genom försvarsbeslutet 1972 kom brigaden att bli Hälsinge regementes sekundära brigad, detta då den inte upptogs till brigadorganisationen IB 77. 

### Organisation
Brigadens hade nedan organisation, Infanteribrigad 66, där infanteribataljonerna utbildades vid Hälsinge regemente.

- 1x brigadledning
- 1x infanterispaningskompani
- 3x infanteriskyttebataljoner
  - 4x skyttekompanier
  - 1x tungt granatkastarkompani
  - 1x trosskompani
- 1x infanteripansarvärnskompani
- 1x stormkanonkompani
- 1x infanteriluftvärnskompani
- 1x infanterihaubitsbataljon
- 1x infanteriingenjörsbataljon
- 1x infanteriunderhållsbataljon

## Förbandschefer
- 1949–1992: ???

## Namn, beteckning och förläggningsort
| Hälsingebrigaden | 1949-10-01 | – | 1992-06-30 |

| IB 44 | 1949-10-01 | – | 1992-06-30 |

| Gävle garnison (F) | 1949-10-01 | – | 1992-06-30 |

## Galleri

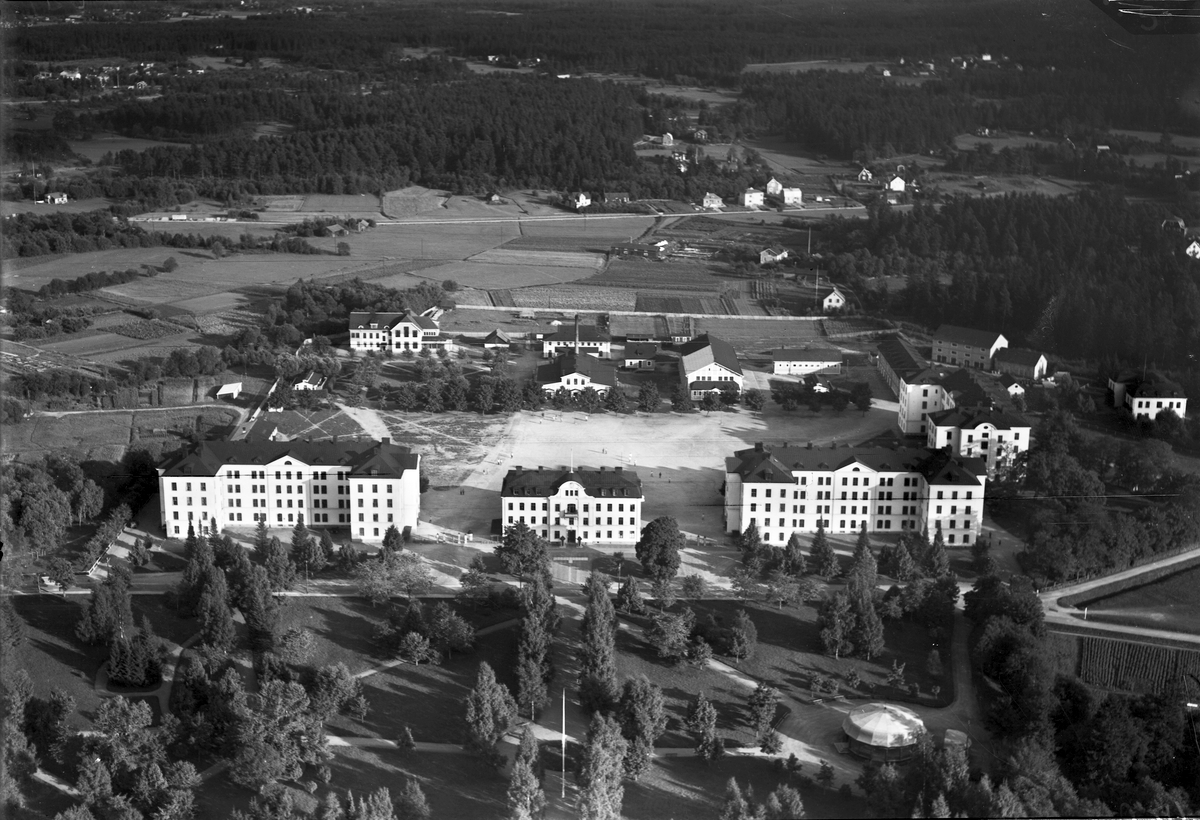
Flygbild över kasernområdet 1941.
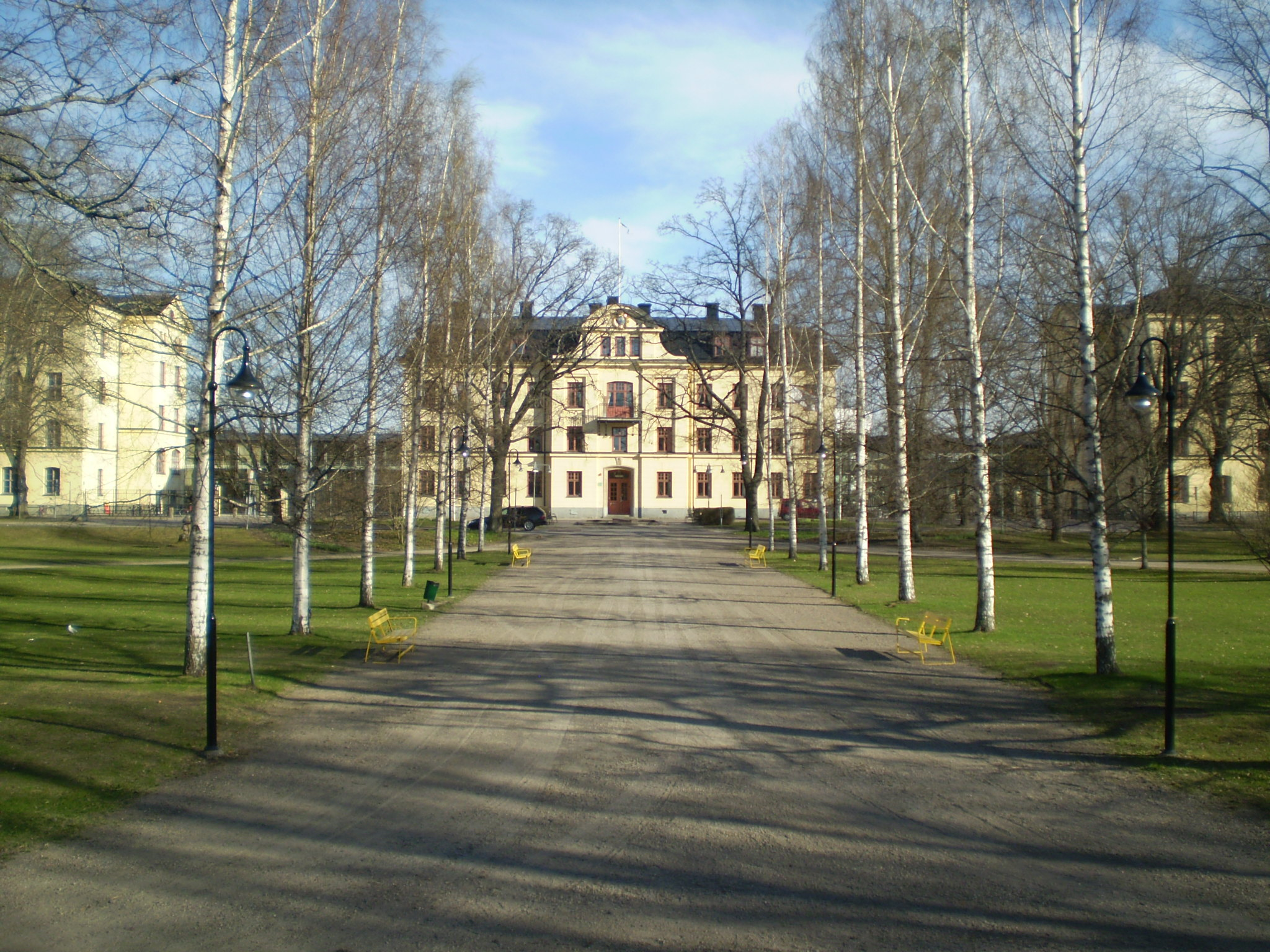
Kanslihuset vid Hälsinge regemente.
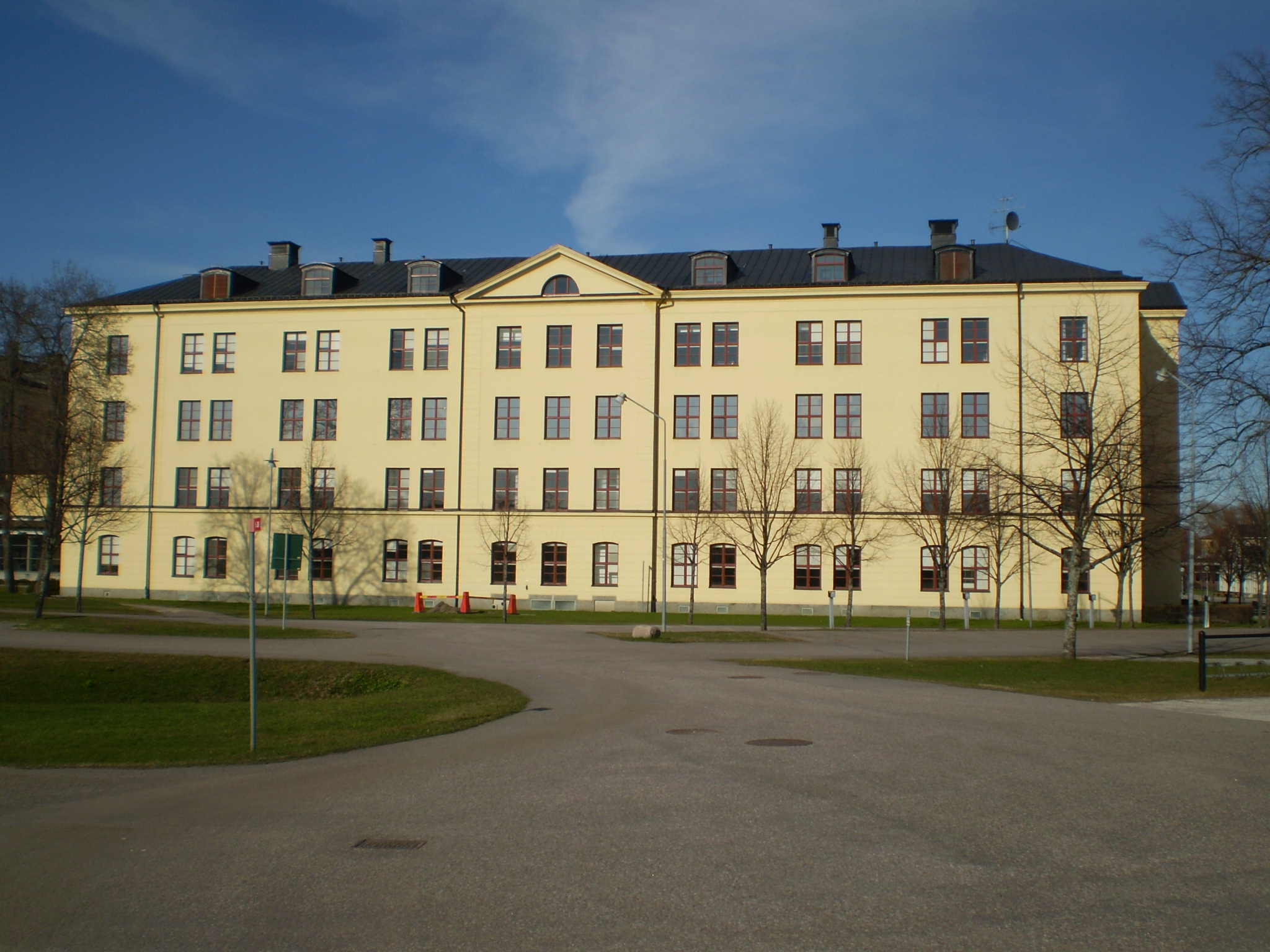
C-kasernen vid Hälsinge regemente.
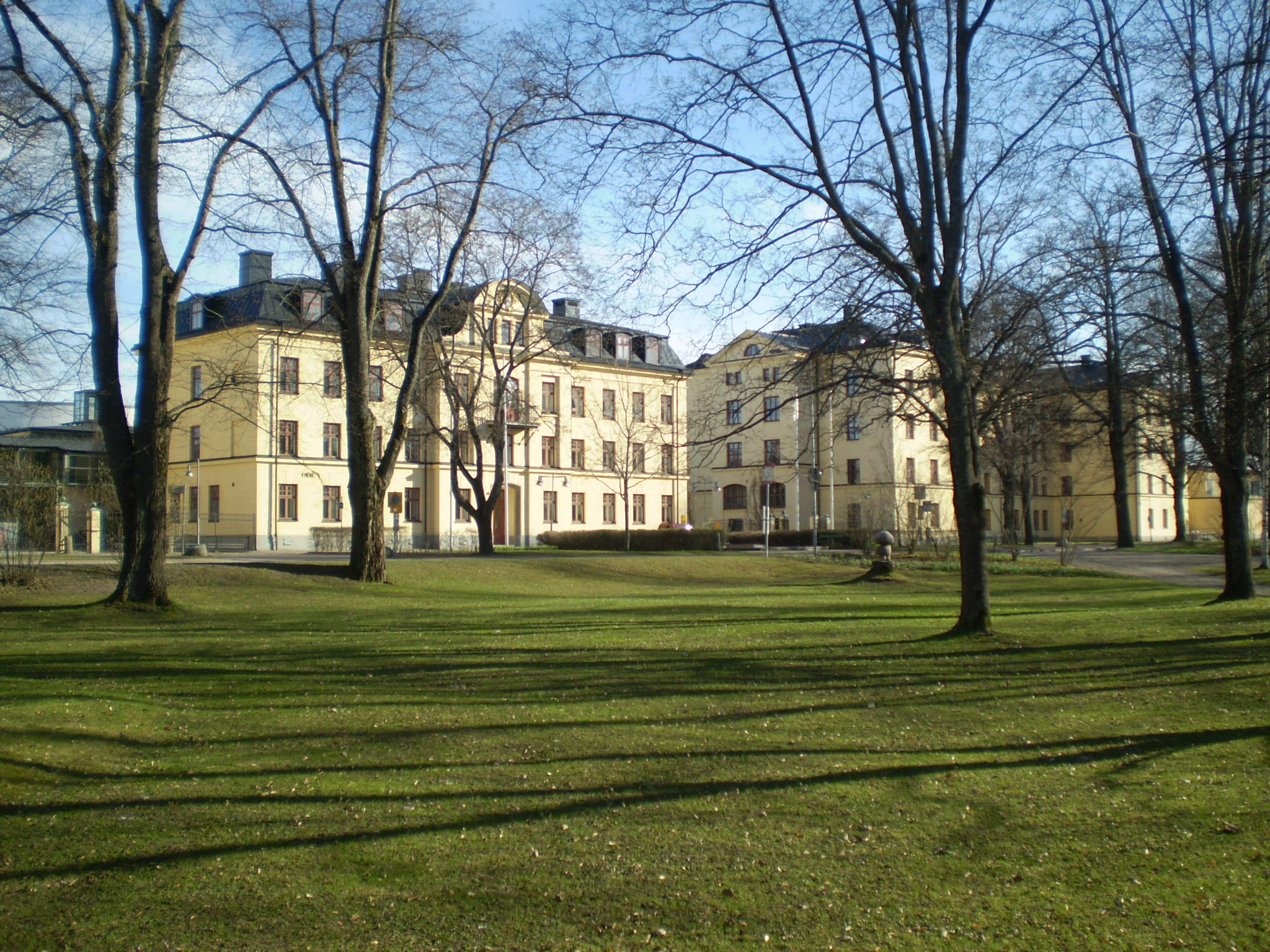
Vy över framsidan av Hälsinge regemente.
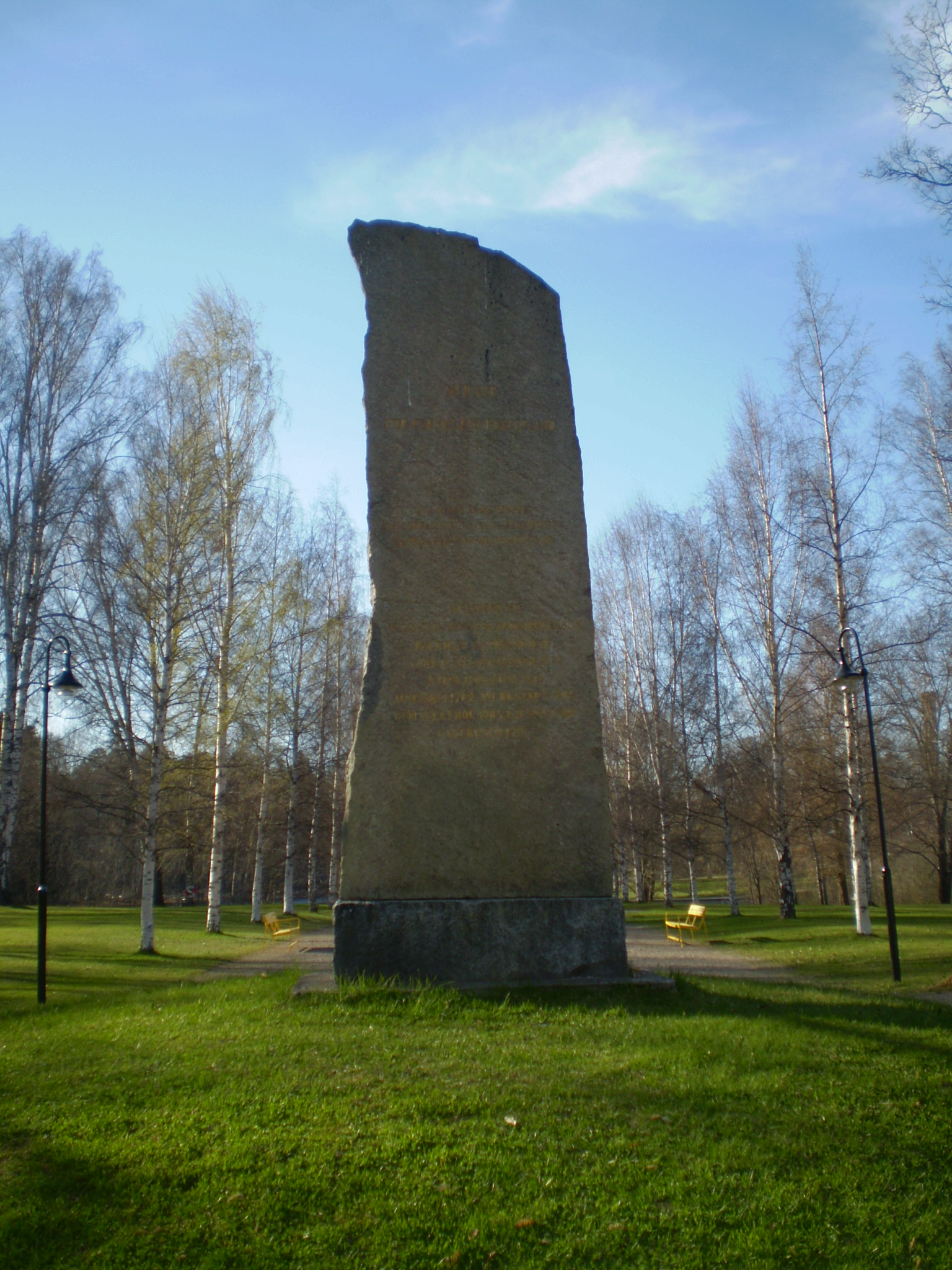
Minnessten över regementet.